# SS-Obersturmbannführer

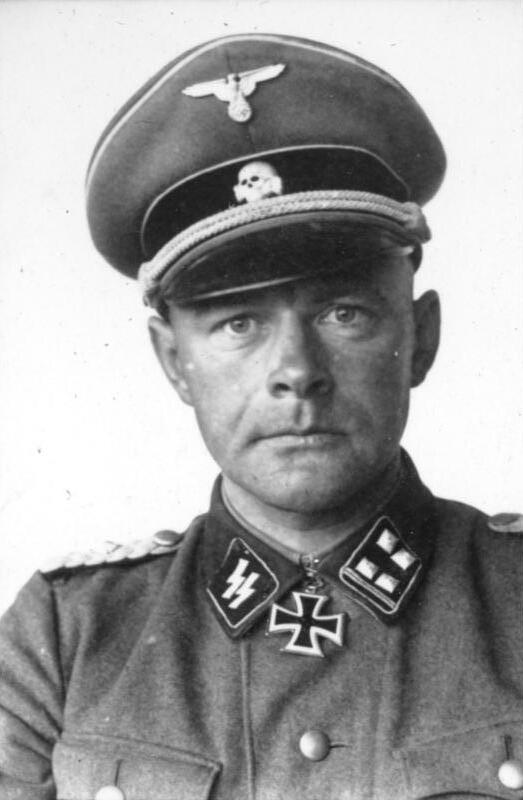
Werner Ostendorff mit Dienstgradabzeichen eines SS-Obersturmbannführers

Der SS-Obersturmbannführer (kurz: Ostubaf; Ansprache: Obersturmbannführer) war im NS-Staat ein Führerrang der Schutzstaffel (SS) aus der Dienstgradgruppe der Stabsoffiziere, der im militärischen Ranggefüge vergleichbar einem Oberstleutnant wäre.
Der Dienstgrad SS-Obersturmbannführer wurde im Mai 1933 eingeführt.
Bei den Abbildungen werden die Rangabzeichen oder Dienstgradabzeichen gezeigt, die als Schulterstücke und Kragenspiegel, aber auch als Ärmelabzeichen ab 1942 für Tarn- oder Spezialanzüge, getragen wurden. Die Kragenspiegel mit SS-Runen und dem Rangabzeichen wurden an der feldgrauen Uniformjacke der Waffen-SS oder der grauen Feldbluse getragen.

## Rangfolge und Insignien
Dieser SS-Rang war dem SA-Obersturmbannführer und dem Oberstleutnant der damaligen Wehrmacht gleichgestellt. Die Unterlage der Schulterstücke war in der für Offiziere der Waffen-SS festgelegten Waffenfarbe gehalten.
Im Zuge der Dienstgradangleichung wurde der Rang den Oberstleutnanten der Ordnungspolizei, Polizeivizepräsidenten, Polizeidirektoren mit über 15 Dienstjahren und Oberregierungs- und Kriminalräten der Sicherheitspolizei (Gestapo und Kripo) verliehen.

Rangabzeichen SS-Obersturmbannführer der Waffen-SS
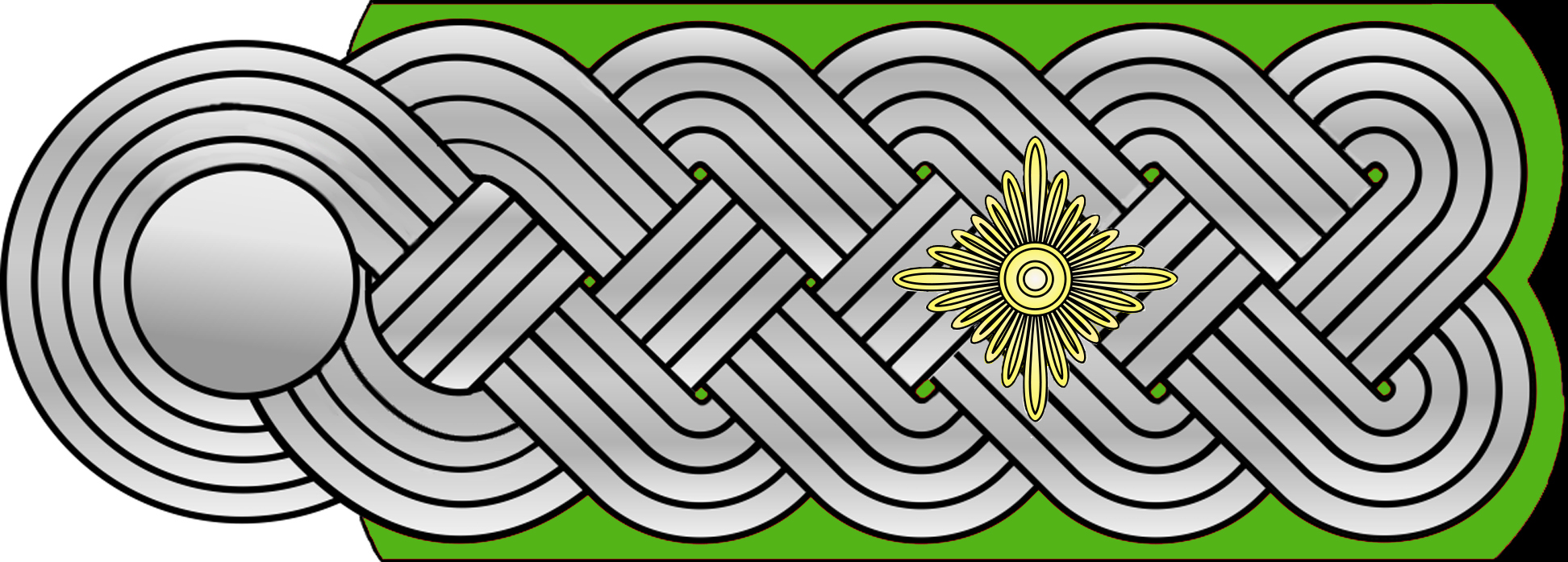
Schulterstück (Waffenfarbe Wiesengrün: SS-Gebirgstruppe)
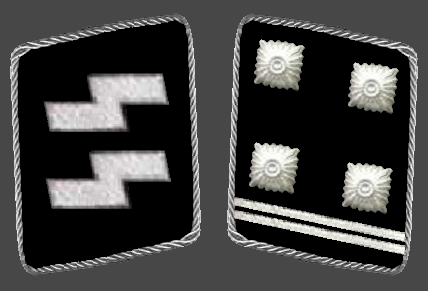
Kragenspiegel
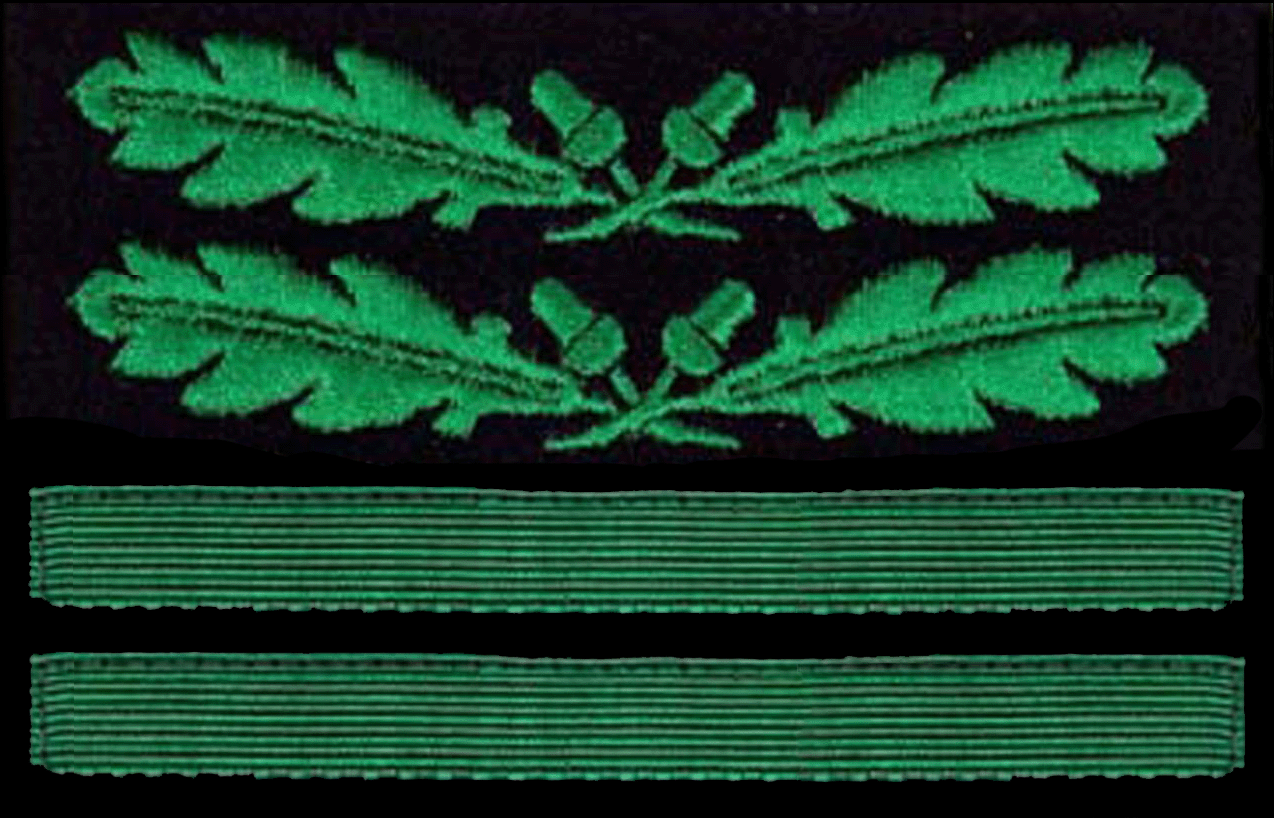
Ärmelabzeichen Tarnanzug